# Edward Burton
Edward Burton FRS FLS (1790-1867) fue un zoólogo y cirujano del ejército británico.

## Biografía
Poco se sabe de Burton. Pudo haber estudiado en St. El hospital de George, Londres.[1] El registro más temprano de su carrera militar es en 1813, cuándo es asignado a 12.os Foot, y promovido en el Hospital-Mate a cirujano asistente. En 1818, es transferido entre unidades. En 1826, fue asignado al 9.º Ligero Dragoons, y promovido a cirujano de las Fuerzas. En 1837, se retiró con medio-paga.
Burton fue estacionado en Fort Pitt, Chatham de 1829 a 1837. En 1838, compiló un Catálogo de la Colección de Mammalia y Pájaros en el Museo del Ejército Departamento Médico en Fort Pitt, Chatham. Escribió en su prefacio, "Esta tarea ha sido emprendida en tales periodos rotos e inciertos como sus deberes profesionales dejaron a disposición de su autor".
Describió varias especie de aves, y de algunos fue la autoridad binomial válida.
Pudo haber sido el autor de un artículo de 1821 que relaciona a Pelecanus aquilus Linn.[2] en la Ascension Isla. Fue identificado como quién en 1835 mostró un espécimen de una especie de Ratelus [más bajo-alfa 3] en la Sociedad Zoológica de Londres. También identificado como quién en 1836 comunicó una descripción de Pipra squalida,[4] un flowerpecker, a la Sociedad Zoológica.

## Legado
Tres especies han sido nombradas en su honor: un ave, el spectacled finch (Callacanthis burtoni); y dos lagartos, Burton legless lagarto (Lialis burtonis) y Burton  nessia (Nessia burtonii). Una cuarta especie pudo haber sido nombrada en su honor: el mamífero, Burton gerbil (Gerbillus burtoni).

## Abreviatura (zoología)
La abreviatura Burton  se emplea para indicar a Edward Burton como autoridad en la descripción y taxonomía en zoología.